# Eadbald de Kent
Eadbald va ser rei de Kent entre el 616 i el 640. Al començament del seu regnat van haver uns vuit anys de retorn al paganisme fins que, convençut pels bisbes —no és clar si Llorenç o Just—, va tornar a acceptar el cristianisme. Va estar en bones relacions amb Northúmbria.

## Entorn familiar
Eadbald era ell fill primogènit del rei Etelbert i de Berta, una princesa franca que li va inculcar el cristianisme. La seva germana, Æthelburg, estava casada amb Edwin, rei de Northúmbria. Quan va arribar a l'edat adulta el seu pare va compartir el regne amb ell confiant-li la part oriental, amb capital a Rochester, una pràctica bastant comuna entre els anglosaxons.
A la mort del seu pare va assumir el govern de tot el país i es va casar amb la seva madrastra que era contrària al cristianisme. Segons Beda, l'arquebisbe Llorenç de Canterbury el va persuadir de tornar a la fe cristiana i de repudiar la seva dona. La seva segona esposa es deia Ymme (o Emma) que, segons diu la Llegenda reial de Kent era una princesa franca, però segons els historiadors moderns era la filla d'Erquinoald, senescal del palau de Nèustria, la part occidental del regne dels francs.

## Regnat
Morts el pare i la mare d'Eadbald, tot el reialme es va veure afectat per un abandonament massiu de la fe cristiana. Fins i tot l'arquebisbe Llorenç es va veure temptat a abandonar però llavors va tenir un somni en què se li apareixia sant Pere, que el recriminava amb paraules i el fuetejava; quan va despertar encara tenia les marques de la flagel·lació, les quals va ensenyar al rei. El paganisme es va estendre pels regnes veïns, i van expulsar el bisbe de Londres (seu que pertanyia al Regne d'Essex), Melitó de Canterbury. Segons Beda, el rei Eadbald estava pres per un «esperit dolent» i Déu el castigava amb «freqüents atacs de bogeria», narració que la historiadora Yorke interpreta com que patia epilèpsia. L'historiador Kirby, comparant el text de Beda amb la correspondència que el papa Bonifaci V tenia amb els bisbes, ha arribat a la conclusió que va ser Just de Canterbury qui va fer tornar el rei a la fe cristiana i no el bisbe Llorenç, el qual probablement havia mort l'any 619, tres anys després de l'ascensió al tron d'Eadbald.
D'aquest període de retorn al paganisme, es van trobar a Finglesham dues tombes on els cadàvers van ser enterrats amb ofrenes per al déu Wodan.
El bisbe Melitó li va demanar acollida, però Eadbald ja no tenia la influència sobre el Regne d'Essex que havia tingut el seu pare i no va poder-lo fer tornar a la seu de Londres. En canvi sí que va tenir influència amb Northúmbria, pel matrimoni de la seva germana amb el rei Edwin; això va fer que Edwin, reconegut com a bretwalda, tractés els altres regnes anglosaxons com a vassalls, llevat del regne de Kent.

## Descendència
Eadbald i Ymme van tenir una filla, Eanswith (que va fundar el primer convent de l'illa de la gran Bretnya, a Folkestone, a unes 15 milles de Canterbury), i dos fills, Eormenred i Eorcenberht. Eormenred era el més gran dels dos i potser va tenir el títol de regulus, que voldria dir que va estar implicat en el govern juntament amb el seu pare, però va morir abans que ell i no el va succeir. El tron el va heretar el segon fill, Eorcenberht. Un tercer fill anomenat, Ecgfrith, és esmentat en una carta de donacions d'Eadbald, però aquest document és una falsificació feta probablement al segle xi.
Altres parents d'Eadbald van ser protagonistes de matrimonis diplomàtics. El rei Anna de l'Ànglia Oriental va casar la seva filla, Seaxburh, amb Eorcenberht, i la filla d'ambdós, Eormenhild es va casar amb Wulfhere de Mèrcia, un dels regnes més poderosos de l'illa de la Gran Bretanya. Eanflæd, neta d'Eadbald, es va casar amb Oswiu, rei de Northúmbria. Una besneta d'Eadbald, anomenada Eafe, es va casar amb Merewalh, rei de Magonsæte.